# Slaget vid Crécy
Slaget vid Crécy utspelades under Hundraårskriget mellan England och Frankrike när Edward III invaderade Normandie i Frankrike under sommaren 1346 för att möta Filip VI i strid och göra slut på kriget. Den 26 augusti mötte han Filips mycket större armé norr om Paris vid Crécy. Det blev den första stora sammandrabbningen mellan de två länderna under kriget.

## Summering
Den engelska armén om 12 000 intog starka defensiva ställningar uppe på en mindre kulle, och när den franska armén kom fram, insisterade de franska adelsmännen på ett omedelbart anfall trots att deras kung Filip VI var emot det och trots att de inte var utvilade. Den enorma franska armén - som vida översteg engelsmännens numerärer - gick således omedelbart till attack; de genuesiska armborstskyttarna gick i första ledet, tätt följda av Frankrikes hela stolthet - de adliga beridna, tunga ryttarna.
Det kraftiga engelska pilregnet skar helt ner de genuesiska armborstskyttarna som inte ens hann svara eftersom deras armborst inte hade lika stor räckvidd som de engelska långbågarna, och när genuesarna försökte fly, blev de helt sonika nedhuggna av de efterföljande franska riddarna som såg flykt som feghet.
De franska riddarna gick därefter till samlat anfall, rakt in i det engelska pilregnet. Edward förde fram sitt infanteri medan långbågarna fortsatte skjuta. Riddarna försökte sig på sexton anfall, vart och ett av dem lika katastrofalt. Riddarna föll i högar och hindrade bakomvarande linjer att komma fram och slaget utvecklades till en formidabel masslakt; dessutom strilade regn ner och gjorde marken till en enda lervälling. Kung Filip själv sårades i striderna och tvingades lämna fältet, men vid det laget var striden redan över och hade slutat med ett synnerligen förnedrande nederlag för fransmännen och en avgörande seger för engelsmännen.
I slaget vid Crécy demonstrerades engelsmännens militära överlägsenhet grundad på tilliten till ett professionellt infanteri beväpnat med långbågar och lansar vilket överträffade den tungt beväpnade riddaren till häst. Hämmade av sina tunga rustningar var de avsuttna engelska riddarna oförmögna att aktivt delta i striden och var för sin säkerhet beroende av de obepansrade långbågskyttarnas försvarsförmåga. 

## Följder
De avsuttna riddarnas betydelse för stridens utgång var främst moralisk. Även om franska kungahuset var skakat av denna lysande engelska seger ledde det inte till rikets sammanbrott eller något avgörande av kriget, delvis på grund av att pesten drabbade landet 1348 och gav ett andrum i striderna.
Segern vid Crécy möjliggjorde närmast för engelsmännen att återuppta belägringen av det viktiga Calais, ett projekt som de redan under de första krigsåren hade försökt sig på. Efter elva månaders motstånd föll staden för att sedan i över 200 år stanna under England. Därpå träffades åter överenskommelse om vapenstillestånd, varvid engelsmännen behöll övertaget. Även över havet sträckte sig verkningarna av den engelska segern. Skottarna, som begagnat sig av det nya krigsutbrottet till en förnyad frammarsch mot söder, blev tillbakaslagna och kung David själv råkade i fångenskap.